# Stanisław Boliński
Stanisław Boliński (ur. 29 czerwca 1894 w Starzenicach, zm. 4 września 1976 w Częstochowie) – starszy sierżant Wojska Polskiego, kawaler Srebrnego Orderu Virtuti Militari.

## Życiorys
Urodził się w rodzinie Juliana i Ludwiki z d. Jasińska.
Absolwent szkoły miejskiej w Wieluniu. Od 2 października 1916 w składzie POW. Brał udział w akcji rozbrajania żołnierzy niemieckich w listopadzie 1918. Następnie jako dowódca plutonu 10 kompanii III batalionu służył w 27 pułku piechoty z którym walczył podczas wojny polsko–bolszewickiej.
Został odznaczony Orderem Virtuti Militari za  „samodzielne uderzenie z plutonem piechoty (30 żołnierzy) na bok i tyły nacierającego baonu bolszewickiego, wskutek czego zaatakowany oddział został zniszczony”.
Po zakończeniu działań wojennych pozostał w wojsku jako żołnierz zawodowy w stopniu starszego sierżanta. Brał udział w wojnie obronnej 1939. Od listopada 1939 działał w szeregach Polskiego Związku Wolności w Częstochowie gdzie zajmował stanowisko komendanta Obwodu Śródmieście. Później został zastępcą komendanta głównego, szefem wywiadu i komendantem całego okręgu. Aresztowany przez gestapo w listopadzie 1944, uwolniony przed samym wyzwoleniem w styczniu 1945. Po wkroczeniu wojsk radzieckich aresztowany ponownie przez NKWD i zesłany do Kazachstanu. Z zesłania wrócił w 1949. Po powrocie pracował w Częstochowskim Przedsiębiorstwie Budownictwa Przemysłowego do emerytury w 1950. Zmarł w Częstochowie i został pochowany na cmentarzu Kule.

## Życie prywatne
Żonaty z Janiną z d. Oziębło. Mieli dwoje dzieci: Ireneusz (ur. 1924), Halina (ur. 1926).

## Ordery i odznaczenia
- Krzyż Srebrny Orderu Virtuti Militari nr 1493[2][3]
- Krzyż Niepodległości 29 XII 1933[2]
- Srebrny Krzyż Zasługi[2]
- Medal Pamiątkowy za Wojnę 1918–1921[2]
- Medal Dziesięciolecia Odzyskanej Niepodległości[2]